# Buzzcocks
Buzzcocks er et punk-rock band, der blev dannet i Bolton, England i 1976 af sanger/sangskriver og guitarist Pete Shelley og sanger/sangskriver Howard Devoto..